# Brandmalerei

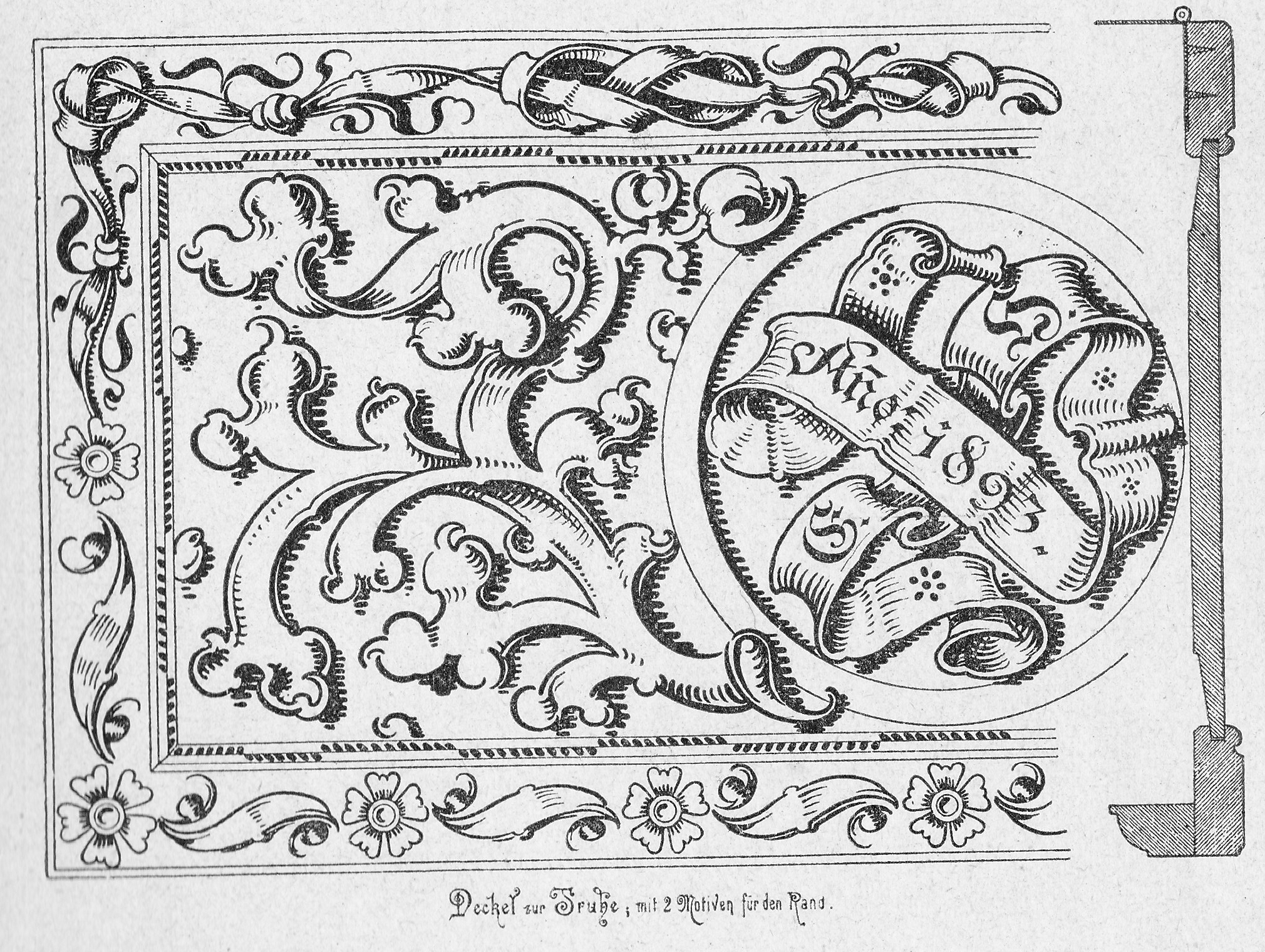
Vorlage für Brandmalerei auf Möbeln, 1893

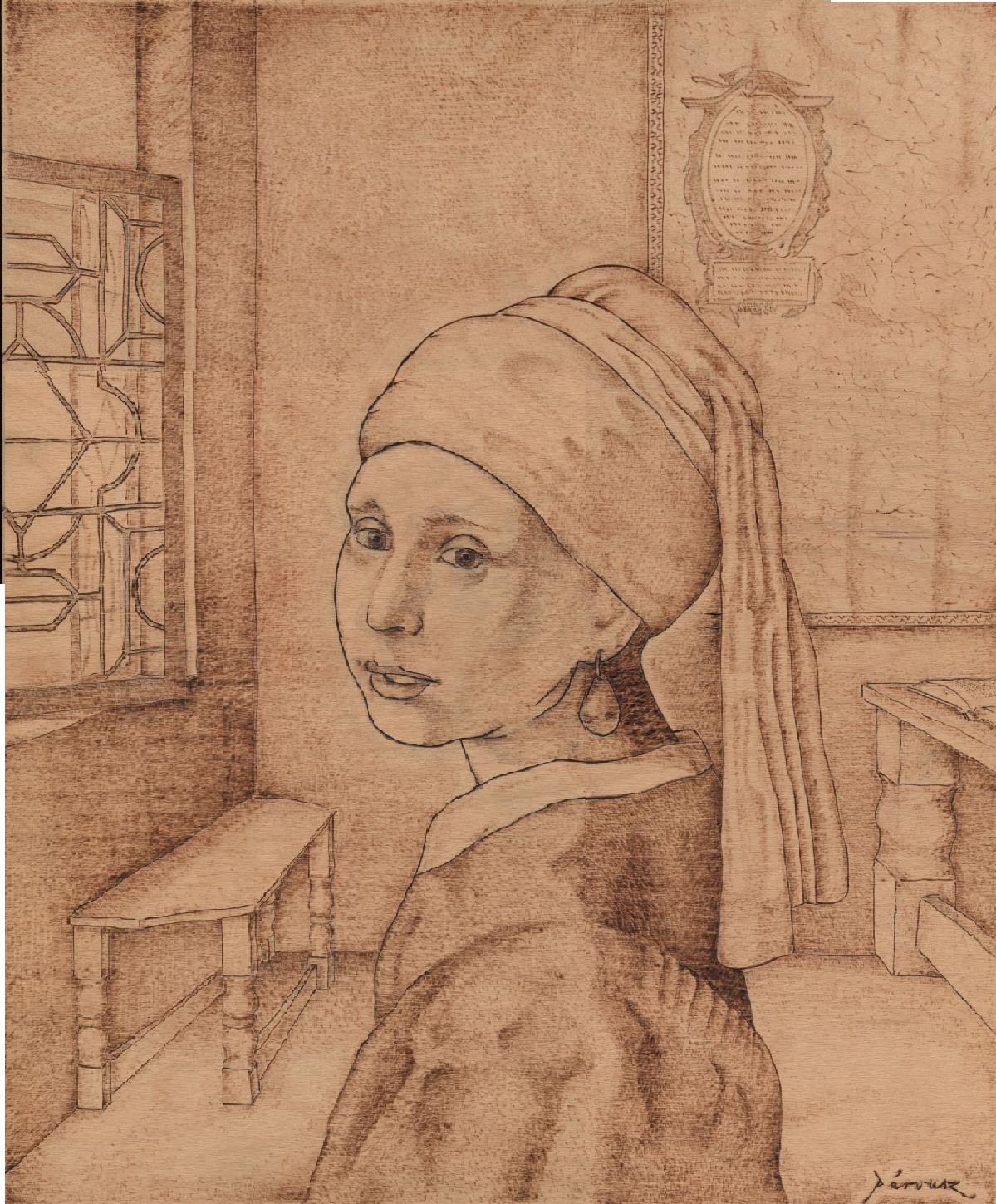
Brandmalerei nach Vermeers Das Mädchen mit dem Perlenohrgehänge

Brandmalerei oder Pyrographie (von griech. πῦρ (pyr) = Feuer, γραφική [τέχνη] = die Be-/Schreibende [Kunst]) ist eine traditionelle Volkskunst zur Verzierung von Holz (Holzbrandmalerei), Leder, Lederpappe, Samt, Stoff oder Kork. Der Pyrograf Robert Boyer stellt die Hypothese auf, dass die Kunstform der Brandmalerei bis in die Vorgeschichte unserer Zivilisation zurückreicht, als die frühen Menschen Zeichnungen und Wandmalerei mit den verkohlten Überresten ihrer Feuer schufen.
Ursprünglich wurden mit erhitzten, glühenden Metallstiften Muster in das jeweilige Material eingebrannt. Um 1880 wurde die Technik „in Künstler- und Dilettantenkreisen“ populär und man entwickelte dafür Brennapparate, wie den sogenannten Platina-Brennapparat, die mit Benzin oder Spiritus betrieben wurden. Heute werden elektrisch beheizte Brennstifte und -stempel benutzt. In ihrem Aufbau sind sie mit Lötkolben zu vergleichen. Die Brandmalerei selbst kann mit Pinseln farblich überarbeitet werden.